# Bacino di Pavana
Il bacino di Pàvana è un piccolo lago artificiale dell'Appennino tosco emiliano, collocato in provincia di Pistoia al confine con quella di Bologna.

## Descrizione
L'invaso di Pàvana, che prende il nome dalla omonima frazione del comune sparso di Sambuca Pistoiese, fu realizzato nel 1925 dalle Ferrovie dello Stato tramite una diga in cemento armato, ad archi multipli, alta 54 m. Il bacino raccoglie parte delle acque dell'alto Reno tramite l'immissario Limentra di Sambuca e tramite una galleria sotterranea di 2.691 m. che vi convoglia le acque del Reno raccolte nell'invaso di Molino del Pallone.

Il bacino scarica poi tramite condotta sotterranea le proprie acque nel ben più vasto lago di Suviana, che fu ultimato nel 1935 e dove fu costruita una centrale idroelettrica destinata soprattutto ad alimentare elettricamente la ferrovia Porrettana. Rispetto ai quattro invasi artificiali realizzati (gli altri sono il lago del Brasimone e il piccolo lago di Santa Maria), il bacino di Pàvana è il minore per volume e per superficie.
Il bacino è formato dal torrente Limentra di Sambuca (o Limentra Occidentale), che ne è anche emissario e confluisce pochi chilometri dopo nel fiume Reno; la sponda sinistra appartiene alla Toscana (comune di Sambuca Pistoiese) mentre quella destra segna il confine della regione con l'Emilia-Romagna. Inoltre sulla sua sponda destra termina il Parco regionale dei laghi di Suviana e Brasimone, quindi l'invaso di Pavana ne segna il confine, pur non facendone parte.
La posizione molto incassata nel fondo di una stretta valle ha impedito finora un adeguato sfruttamento turistico del lago, che pure è meta di escursionisti e di pescatori.
 Bargi (330 MW)
 Suviana (27 MW)
 Santa Maria (6,16 MW)
 Pavana (0,11 MW)
 Le Piane (10 MW)
 Le Pioppe (0,3 MW)